# شاما محمد
شاما محمد، وُلِدت في 17 مايو 1973، هي سياسية هندية من حزب المؤتمر الوطني الهندي. تُشغِل منصب المتحدثة باسم اللجنة المؤتمر الوطني الهندي  ومُتحدثة بِاسمها. 

## الحياة الشخصية
وُلدت شيما محمد في تشيروكالاي، قرب نيو ماهي في مقاطعة كانور، كيرالا.  أكملت تعليمها الابتدائي في المدرسة الهندية بالكويت، وعادت من هناك في عام 1990.  حصلت على درجة بكالوريوس في علوم الأسنان من جامعة ينيبويا في مانغلور. عملت لفترة قصيرة كصحفية في قناة زي قبل الانضمام إلى حزب المؤتمر الوطني الهندي في عام 2015. تعتبر ناشطة في مجالات التعليم للجميع وحقوق المرأة والرعاية الصحية الأولية، بالإضافة إلى قضايا التحكم في السكان والبنية التحتية ومعاناة عمال النظافة اليدويين في الهند.  وهي متزوجة ولديها طفلان. 

## المسيرة السياسية
في ديسمبر 2018، تم تعيينها كعضوة في لجنة الإعلام الوطنية لحزب المؤتمر الوطني الهندي.  وفي يوليو 2015، نُصبت كمتحدثة وطنية للجنة حزب المؤتمر لعموم الهند. وقد شاركت في الانتخابات في دوائر كانور وتاليبارامبا.  وعبرت عن رأيها بأن إشعار الحكومة بشأن تنظيم منصات الأخبار الرقمية يعد محاولة لقمع جميع منصات التواصل الاجتماعي، بما في ذلك منصات الأخبار الرقمية. 

## حادثة السخرية من الجسد
في مارس 2025، واجهت شاما محمد انتقادات شديدة بسبب تغريدتها على منصة إكس (المعروفة سابقًا باسم تويتر) عن الكابتن الهندي روهيت شارما. قامت بحذف التغريدة بعد أن استفسر حزبها عنها عبر باوان خيرا. في المنشور، وصفت روهيت شارما بأنه "سمين" و"أقل الكابتن إثارة للإعجاب" في البلاد.  وعلى الرغم من حذفها للمنشور، استمرت في الدفاع عن تغريدتها، حيثُ قالت: "عندما قارنته بالقادة السابقين، قدمت بيانًا. لدي الحق. ما الخطأ في قول ذلك؟" 